# Crímenes de guerra de los Aliados durante la Segunda Guerra Mundial

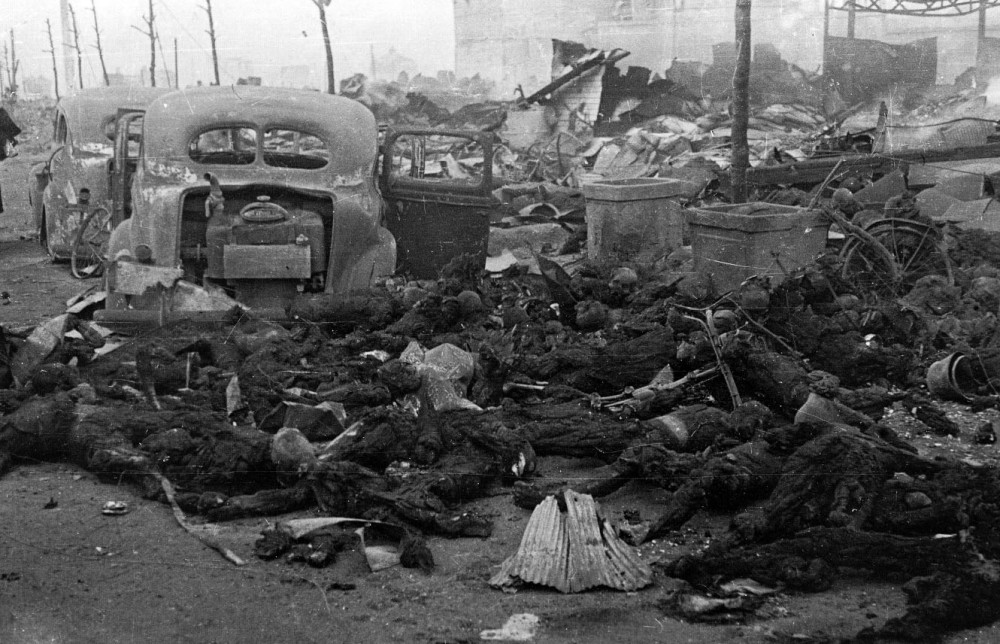
Cuerpos calcinados de civiles durante los bombardeos de Tokio efectuados por Fuerzas Aéreas del Ejército de los Estados Unidos; dichos bombardeos dejaron como saldo unas 100.000 personas muertas, la mayoría civiles.

Los crímenes de guerra de los Aliados fueron violaciones de las leyes de la guerra cometidas por los Aliados de la Segunda Guerra Mundial contra poblaciones civiles o personal militar de las Potencias del Eje.
Al concluir la Segunda Guerra Mundial, se llevaron a cabo varios juicios a criminales de guerra de las Potencias del Eje, siendo los más famosos y conocidos los Juicios de Núremberg. Sin embargo, en Europa, estos tribunales se habían creado bajo la autoridad de la Carta de Londres, y solo podían examinar las denuncias de crímenes de guerra cometidos por personas que actuaban en contra de los intereses de los Países Aliados.
Durante el conflicto se registraron una serie de crímenes de guerra contra personal de los aliados que fueron investigados por las potencias aliadas y que condujeron en algunos casos a consejos de guerra. Otros incidentes señalados por los historiadores son, en efecto, los crímenes contra los países del Eje, la mayoría de los cuales no han sido investigados por las antiguas fuerzas aliadas durante la guerra, o que por diversas razones fueron investigados y se tomó la decisión de no entablar una acción contra los imputados.

## Política
Las naciones de los Aliados occidentales afirman que sus ejércitos actuaron observando los Convenios de Ginebra y, creyendo en la realización de una guerra justa, lucharon por razones defensivas. Sin embargo, se produjeron violaciones de los convenios, tales como denuncias sobre el bombardeo de civiles alemanes y el retorno forzoso de ciudadanos soviéticos que habían estado colaborando con el Eje en la URSS al final de la guerra. Se afirma que los países aliados no participaron en el terror de masas ni cometieron genocidio. Los militares de la Unión Soviética, habían cometido -también con frecuencia- crímenes de guerra, que hoy se sabe estaban en la dirección de su gobierno. Estos crímenes incluyen hacer la guerras de agresión, el asesinato en masa de los prisioneros de guerra y la represión de la población de los países conquistados.
El Estatuto del Tribunal de Núremberg los definió como una “violación de los usos y costumbres de la guerra”. Entre los crímenes de guerra figuran los siguientes: los atentados graves contra las personas y los bienes, en especial el homicidio intencional; la tortura, los tratos inhumanos, incluidos los experimentos biológicos, y el hecho de infligir deliberadamente grandes sufrimientos; la destrucción o la apropiación de bienes, la obligación de prestar servicio en fuerzas enemigas, la denegación de un juicio justo, la deportación o traslado ilegales, el confinamiento ilegal, la toma de rehenes, los ataques contra la población civil o contra objetos civiles, así como contra el personal o bienes de las operaciones de paz de las Naciones Unidas y de la acción humanitaria; el causar muertes, lesiones o daños incidentales excesivos; el ataque a lugares indefensos, el causar la muerte o lesiones a una persona fuera de combate, la utilización de modo indebido de una bandera blanca, o de una bandera, insignia o uniforme del enemigo o de Naciones Unidas, o bien de los emblemas distintivos de los Convenios de Ginebra; la violación, la esclavitud sexual, el embarazo forzado y el desplazamiento de civiles.

## Europa
Según las investigaciones de los historiadores y los registros históricos, entre los crímenes de guerra cometidos por los aliados en Europa figuran (pero no se limitan a):

### Ataques aéreos contra la población civil
Durante la Segunda Guerra Mundial, las fuerzas aéreas aliadas llevaron a cabo ataques aéreos contra la población civil en Europa y en Japón. Estas acciones han sido descritas como crímenes de forma retrospectiva por algunos historiadores. El 6 de junio del año 1944, en una conferencia de los líderes alemanes en Klessheim, el ministro alemán de Asuntos Exteriores Joachim von Ribbentrop trató de introducir una resolución para definir los ataques aéreos contra la población civil como actos de terrorismo. Sin embargo, su moción fue rechazada.

#### Reino Unido

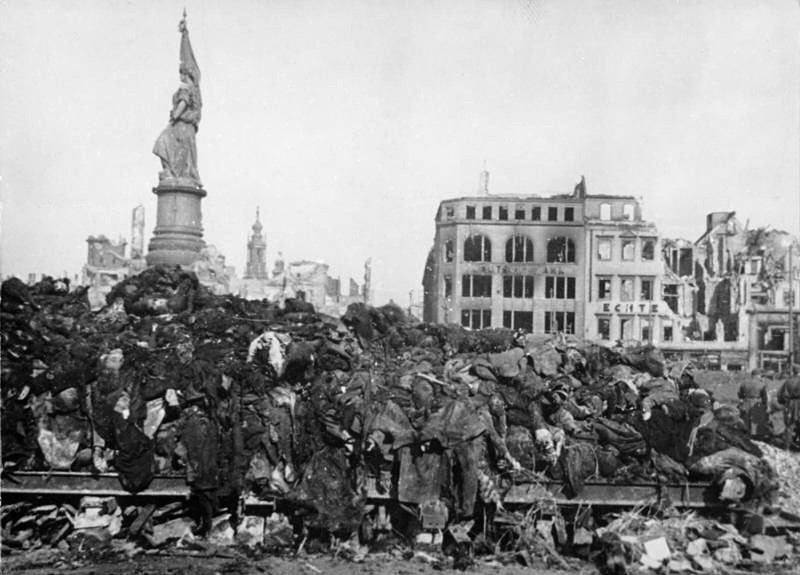
Cadáveres amontonados antes de la cremación después del bombardeo anglo-estadounidense de Dresde.

Si bien ningún acuerdo, tratado, convención o cualquier otro instrumento que rige la protección de la población civil o bienes de carácter civil estaba vigente, las fuerzas Aliadas llegaron a la conclusión de que un ataque aéreo contra la ciudad alemana de Dresde se justificaba por el hecho de que la ciudad estaba defendida, estaba militarmente justificada y se atacaban objetivos militares. Sin embargo, historiadores como Donald Bloxham afirmarían en años posteriores que el "bombardeo de Dresde, desde el 13 hasta el 14 de febrero de 1945, fue un crimen de guerra", sosteniendo además que hubo un fuerte intento de una prima facie para tratar a Winston Churchill, entre otros, y que en un juicio teórico no podría haber sido encontrado culpable. 
"Esto debe ser un pensamiento serio. Sin embargo, sí es también algo sorprendente y esto es, probablemente, al menos el resultado de la comprensión generalizada de los matices del derecho internacional y más porque en la mente popular, términos como "criminal de guerra", "pedófilo" o "terrorista", se han convertido en un término moral más que en una categorización jurídica."

### Atentados contra personas y bienes civiles

#### Canadá
C.P. Stacey, historiador canadiense oficial de la campaña, informa que el 14 de abril del año 1945 se habían extendido rumores de que el popular oficial al mando del Loyal Edmonton Regiment, había sido matado por un francotirador civil. Estos rumores dieron lugar a acciones de los Highlanders, que prendieron fuego a bienes de carácter civil dentro de la ciudad de Friesoythe en un acto de represalia. Stacey escribió más tarde que las tropas canadienses expulsaron primero a los civiles alemanes de sus propiedades antes de que las casas fueran destruidas por las llamas, comentando que estaba "encantado de decir que él nunca más supo de otro caso". Más tarde se descubrió que los soldados alemanes habían dado por muerto, de hecho, al comandante del Argyll, el teniente coronel Freddie Wigle.

#### Reino Unido
Según registros [cita requerida], las tropas de transmisiones británicas llevaron a cabo saqueos a pequeña escala en Bayeux y Caen en Francia, tras su liberación, durante la Batalla de Normandía,  lo cual constituye una violación de los Convenios de La Haya y, por ende, un crimen de guerra.

### Asesinato de prisioneros de guerra desarmados y civiles

#### Canadá
Durante los combates en Leonforte, en julio de 1943, de acuerdo con Mitcham y von Stauffenberg en el libro The Battle of Sicily (La batalla de Sicilia), el Loyal Edmonton Regiment de Canadá había matado a prisioneros de guerra alemanes.

#### Francia
Según registros, tras los desembarcos en el sur de Francia en la Operación Dragoon y del colapso de la ocupación militar de Alemania en agosto de 1944, un gran número de alemanes pudieron escapar a Francia, entregándose desarmados a las Fuerzas Francesas del Interior. La resistencia mató a muchos de sus prisioneros militares alemanes, en general miembros de la Wehrmacht, pero sobrevivieron pocos de sus prisioneros que eran de la Gestapo o de las SS.
Otro caso se refiere a las tropas franco-marroquíes del Cuerpo Expedicionario francés, conocido como Goumier, que cometieron violaciones masivas y crímenes de guerra en Italia después de la Batalla de Monte Cassino y en Alemania. Según fuentes italianas, más de 7.000 civiles italianos, entre ellos niños, fueron violados por soldados Goumiers. Estos hechos aparecen en la película italiana La Ciociara (Dos mujeres) con Sophia Loren.

#### España
También se sabe que los Maquis de España mataron el 10 de septiembre de 1944 a 17 prisioneros de guerra alemanes en Saint-Julien-de-Crempse (en la región de Dordoña), 14 de los cuales han sido identificados positivamente, como venganza por los homicidios cometidos por soldados alemanes de 17 habitantes de la localidad de Saint Julien el 3 de agosto de 1944, localidad donde había una célula activa de los Maquis.

#### Yugoslavia
En Yugoslavia, por parte de los partisanos yugoslavos se registró la siguiente lista de hechos:
| Conflicto armado        | Conflicto armado                                                                                 | Perpetrador           | Perpetrador |
| ----------------------- | ------------------------------------------------------------------------------------------------ | --------------------- | --- |
| Frente Yugoslavo        | Frente Yugoslavo                                                                                 | Partisanos yugoslavos | Partisanos yugoslavos |
| Incidente               | Tipo de delito                                                                                   | Personas responsables | Notas |
| Masacre de Bleiburg     | Crímenes de guerra, Crímenes de lesa humanidad (Asesinato de prisioneros de guerra y civiles).   | No hay procesos.      | Las víctimas eran colaboracionistas de las tropas yugoslavas (croatas, serbios y eslovenos). Fueron ejecutadas sin juicio, en un acto de venganza por el genocidio cometido por los regímenes colaboracionistas pro-Eje (en particular por la Ustacha), instalada por los alemanes durante la ocupación de Yugoslavia. |
| Masacre de las foibe    | Crímenes de guerra, Crímenes contra la humanidad (Asesinato de prisioneros de guerra y civiles). | No hay procesos.      | Después del armisticio entre Italia y las fuerzas armadas aliadas en 1943 con las potencias aliadas, las fuerzas de la resistencia yugoslava mataron presuntamente a un número desconocido de personas de etnia italiana acusadas de colaboracionistas.                                                                |
| Masacre de Vojvodina    | Crímenes de guerra, Crímenes de lesa humanidad (Asesinato de prisioneros de guerra y civiles).   | No hay procesos.      | 1944-1945 asesinatos de alemanes étnicos y de húngaros en Bačka, y de serbios prisioneros de guerra. |
| Masacre de Kočevski Rog | Crímenes de guerra, Crímenes de lesa humanidad (Asesinato de prisioneros de guerra y civiles).   | No hay procesos.      | Masacres de prisioneros de guerra y sus familias. |

#### Unión Soviética

##### Masacre de Katyn
El 14 de noviembre de 1941, el embajador polaco en Moscú, Jan Jot, logró hablar con Stalin, exponiéndole que a comienzos de 1940 habían sido transferidos 40.000 oficiales polacos de los campos de concentración de Starobielsk y Kozelsk a otros centros desconocidos, y que no se conocía el paradero de esos hombres. En 1942, unas brigadas de la Organización Todt que trabajaban en la zona de Katyn tuvieron noticia, por un campesino de la zona, de que entre las estaciones de Katyn y Gnesdowo se encontraban unas tumbas. Las brigadas excavaron en el lugar señalado y encontraron restos humanos, pero volvieron a cubrir los restos y colocaron en el lugar una cruz hecha con ramas de abedul.
A comienzos de ese año, una jauría de lobos que azotaba la zona, fue rastreada por un suboficial alemán del Regimiento de Transmisiones 537, estacionado en el Bosque de Katyn en Rusia. En su búsqueda, se tropezó con lo que parecía una parte escarbada del terreno, al lado de una cruz hecha con ramas de árbol. En los alrededores había huesos. Reportó el hallazgo a sus superiores, quienes enviaron una patrulla con el médico de la unidad. 
El médico confirmó que se trataba de huesos humanos. Para identificar los restos, se hicieron investigaciones con personal médico del Grupo de Ejércitos Centro, quienes realizaron excavaciones en los alrededores de lo que parecía una fosa común y confirmaban que se trataba de osamentas humanas. Se encontraron más huesos, correspondientes a varios cadáveres, lo que obligó a extender la búsqueda. 

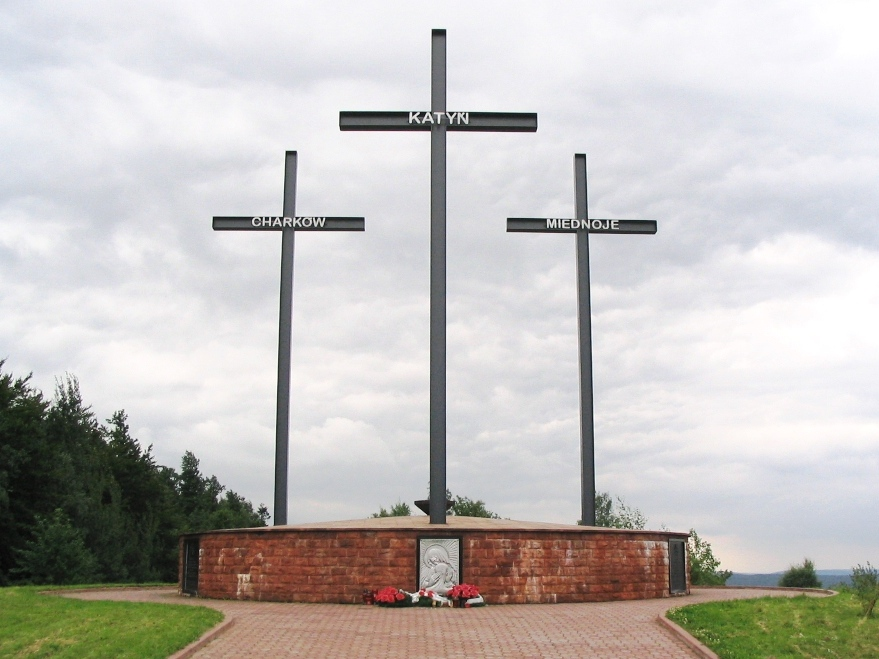
Memorial de la masacre de Katyn.

Tras exhaustivas excavaciones, hallaron varias fosas comunes de gran magnitud, con miles de cadáveres apilados dentro, todos con uniformes polacos, con insignias y medallas, pero sin anillos ni relojes. Al lugar fueron enviados médicos forenses alemanes y polacos, grupo al que más tarde se unieron prestigiosos profesionales de varios países, para formar un equipo de investigación dirigido por la Cruz Roja Polaca. Su misión era elevar un informe completo sobre lo sucedido en la zona.
Después de desenterrar todos los cadáveres y hacerles la autopsia, se contabilizó un total de 4143 oficiales y profesionales polacos y se determinó que eran los cadáveres de prisioneros procedentes de campos de concentración soviéticos, cuya población, a partir de un traslado, habían sido declarados desaparecidos. Las autoridades polacas que participaron en las investigaciones, confirmaron que había suficientes evidencias que determinaban que los soviéticos fueron quienes cometieron el asesinato de todos los militares y civiles. Las pruebas fueron presentadas ante los aliados por el primer ministro polaco, Sikorski.
Ante la amenaza de un conflicto entre los aliados, Churchill hizo lo posible por evitar una confrontación, manifestándole al primer ministro que era mejor olvidar el asunto, en vista de que nada devolvería la vida a los oficiales asesinados. Por su parte, el ministro de Asuntos Exteriores, Anthony Eden, informó a la prensa que los culpables eran los alemanes, que habrían hecho todo un montaje para enemistar a los aliados. En vista de que los diplomáticos polacos no cedían, la URSS rompió las relaciones diplomáticas con Polonia.

Dadas las circunstancias, el gobierno británico descargó de culpas a su aliado soviético, y Anthony Eden se presentó en la Cámara Baja británica el 4 de mayo, y dijo que el gobierno británico cargaría la culpa de lo sucedido al enemigo común, es decir, Alemania. El Ministro de Asuntos Exteriores añadió: 
"Deploro el cinismo con que el gobierno alemán acusa a la Unión Soviética, con el velado propósito de romper la unidad entre los Aliados."
Según registros durante los juicios de Núremberg, tras la caída de Alemania se intentó, bajo presión soviética y británica, acusar a los alemanes de "culpables" del crimen en masa de Katyn. Incluso se pretendió añadir esto al historial de oficiales superiores y generales alemanes que no habían sido acusados por motivos graves.
Por los archivos del juicio, en virtud de los Estatutos de Núremberg, según los cuales los informes de las comisiones de encuesta aliadas tenían el valor de prueba, el informe soviético sobre Katyn, acusando a los alemanes de la matanza de 11.000 militares y civiles polacos, fue aceptado por los vencedores como prueba auténtica e indiscutible el 8 de agosto de 1945. El asunto fue archivado por los aliados, para descontento de Polonia.
Finalmente en 1989, pasados 48 años desde el suceso y después del colapso de la Unión Soviética, el primer ministro Gorbachov admitió públicamente que la NKVD había asesinado a los polacos y confirmaba la existencia de otros dos lugares más de ejecución similares, donde, siguiendo las órdenes de Stalin, en marzo de 1940 la NKVD había dado muerte a 25.700 polacos, incluyendo los encontrados en Katyn.
En mayo de 1992, en un bosque cerca de Járkov, investigadores privados rusos descubrieron una fosa común conteniendo 3.891 cuerpos de oficiales polacos procedentes del campo de Starobielsk en Ucrania. En junio de ese año, las autoridades rusas descubrieron 30 fosas comunes en Miednoje, a 100 millas al noroeste de Moscú. Contenían los restantes 6287 prisioneros polacos del campo en la isla Ostashkov en el Lago Seliguer.
Antes de la masacre de 1940, 245 oficiales de Kozielsk, 79 de Starobielsk y 124 del campo de Ostashkor fueron transferidos, por razones no aparentes, al campo de Pavlishchev Bor, a cien millas al noroeste del campo de Kozielsk. Esos 448 oficiales fueron los únicos supervivientes de la masacre de Katyn. En otros lugares del bosque de Katyn se encontraron otras tumbas, conteniendo cuerpos de políticos rusos prisioneros, asesinados por la NKVD antes de la guerra. Dados los hechos, parece ser que el Bosque de Katyn fue el lugar principal de ejecuciones de la NKVD de Stalin. 
El 13 de abril de 1990, cincuenta años después de la masacre, Boris Yeltsin admitió oficialmente la responsabilidad de la Unión Soviética en el crimen de Katyn, y el 14 de octubre de 1992 envió al presidente polaco Lech Walesa los archivos secretos del caso, quedando Alemania exonerada del suceso y (según familiares de las víctimas) cerrando por fin el ciclo.

#### Genocidio de prusianos

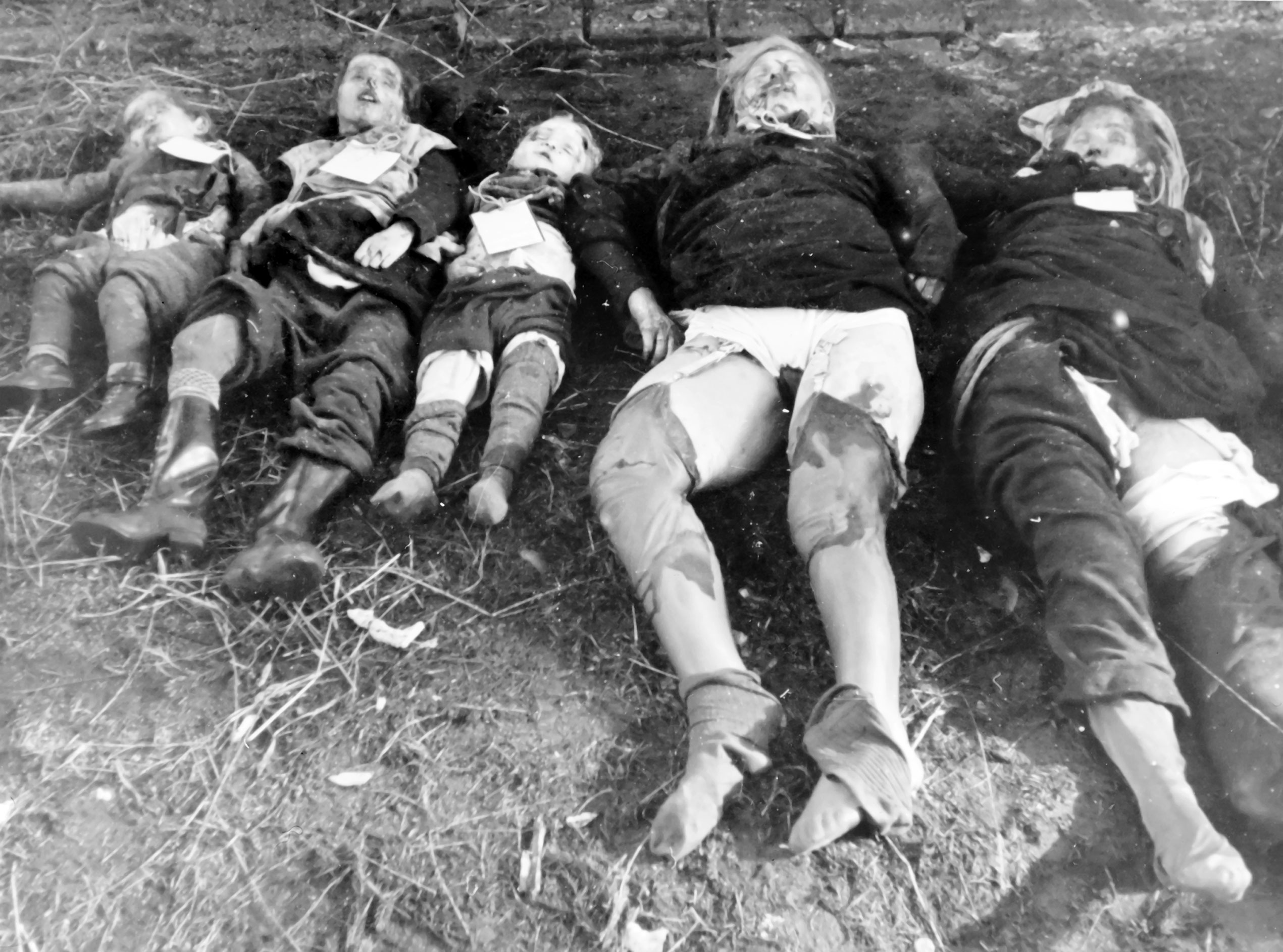
Cadáveres de niños y mujeres asesinados por el ejército rojo durante la Evacuación de la Prusia Oriental.

La evacuación de la Prusia Oriental, también llamada Genocidio de prusianos, fue un episodio de la Segunda Guerra Mundial que tuvo por resultado la expulsión de la población germana que habitaba el este y otras regiones de Prusia, uno de los Estados históricos de Alemania, hacia las fronteras alemanas de la posguerra en 1944 y 1945. Durante este episodio se registraron múltiples actos de violencia contra la población civil alemana, e incluso algunos historiadores han insistido en catalogarlo como un caso de limpieza étnica. Otro término utilizado es «holocausto prusiano». 
La evacuación tuvo varias etapas y fue utilizada como propaganda por ambos bandos con distintas connotaciones. A medida que avanzaba el ejército soviético, los refugiados de origen alemán se encontraron atascados en las vías nevadas y a temperaturas inferiores a -25 °C, mientras los aviones soviéticos los atacaban. Se ha estimado que murieron cerca de dos millones de habitantes de las provincias al este de Alemania (Prusia Oriental, Prusia Occidental y Pomerania), muchos de ellos de hambre y otros a manos de las fuerzas soviéticas. 
Una de las primeras poblaciones en caer fue Nemmersdorf, donde se encontraban soldados alemanes en su mayoría heridos, así como civiles que huían del avance soviético. El primer enfrentamiento se dio en las afueras de la población contra un grupo de soldados alemanes que pretendían ganar tiempo para que los civiles pudieran huir. Se ha señalado que durante el enfrentamiento y la persecución posterior habrían muerto también prisioneros de guerra franceses que habían quedado atrapados en la lucha.

#### Estados Unidos

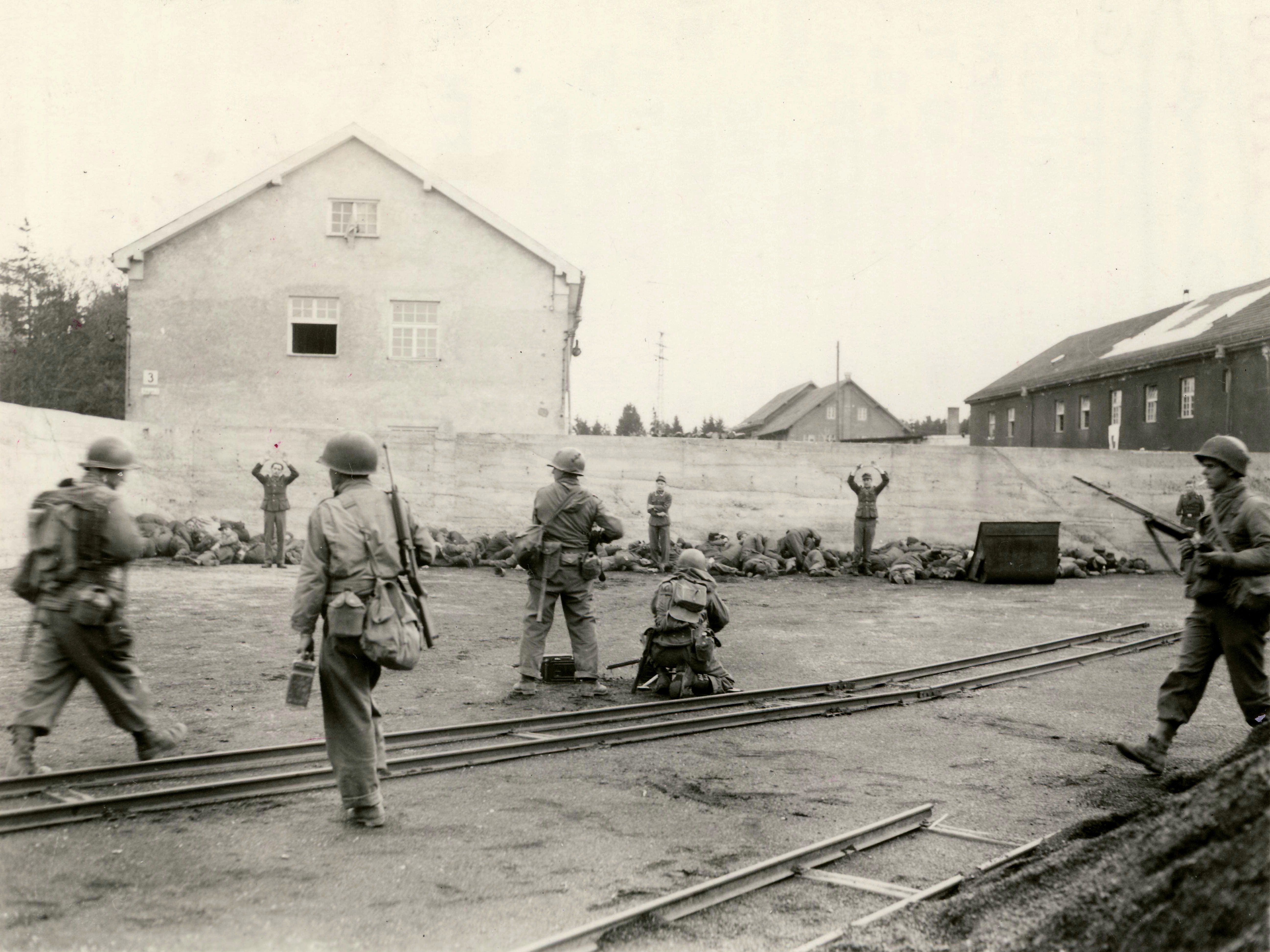
Foto de guardias de las SS a punto de ser fusilados en el campo de concentración de Dachau después de la liberación de sus prisioneros.

##### LaMasacre de Canicattì
Fue una matanza de civiles italianos ordenada por el teniente coronel McCaffrey. A pesar de que se hizo una investigación confidencial, McCaffrey nunca fue acusado de un delito relacionado con los hechos. Este incidente se mantuvo prácticamente desconocido hasta que lo publicó Joseph S. Salemi de la Universidad de Nueva York, cuyo padre había sido testigo de aquel terrible suceso.

##### LaMasacre de Dachau
Fue el asesinato de prisioneros de guerra alemanes y soldados de las SS desarmados que anteriormente se habían rendido a las fuerzas estadounidenses.

##### Lamasacre de Biscari
Consistió en dos casos de matanzas en masa, en donde las tropas norteamericanas de la 45.ª División de Infantería mataron a unos 75 prisioneros de guerra, los cuales, en su mayoría, eran soldados italianos.

##### Ejecuciones sin juicio
A raíz de la Masacre de Malmedy, una orden por escrito del 328.º Regimiento de Infantería del Ejército de EE. UU., del 21 de diciembre del año 1944, declaraba: Ni tropas de las SS ni paracaidistas militares, serán hechos prisioneros, solamente se les disparará cuando sean localizados. El mayor general Raymond Hufft del Ejército de los EE. UU. dio instrucciones a sus tropas de no hacer prisioneros cuando cruzaron el Rin en el año 1945. Después de la guerra, al reflexionar sobre los crímenes de guerra autorizados por él, admitió:
"Si los alemanes hubieran ganado, yo habría sido juzgado en Núremberg en lugar de ellos." 
Asimismo Stephen Ambrose ha relatado: 
"He entrevistado a más de 1000 veteranos de guerra y tan solo uno de ellos dijo haber disparado contra un preso [...] Sin embargo, tal vez hasta un tercio de los veteranos [...] relataron incidentes relacionados con lo que vieron en otros lugares de disparos a prisioneros alemanes desarmados que tenían las manos en alto."
Los registros también señalan que cerca de la localidad francesa de Audouville-la-Hubert, 30 prisioneros alemanes de la Wehrmacht fueron masacrados por los paracaidistas. Frank Sheeran, quien combatió en la 45.ª División de Infantería, recordó posteriormente:
 cómo un oficial le ordenó que tomase un par de prisioneros alemanes detrás del frente y que para no "retrasarse demasiado", hiciera lo que tenía que hacer.
El historiador Peter Lieb ha encontrado que muchas unidades de Estados Unidos y Canadá recibieron la orden de no hacer prisioneros durante los desembarcos del Día D en Normandía. Si esta opinión es correcta, puede explicar el destino de 64 de los 130 prisioneros de guerra alemanes que no llegaron al punto de recogida de prisioneros de guerra en la playa de Omaha en el Día D.
Además, según un artículo publicado en Der Spiegel por Klaus Wiegrefe, muchos recuerdos personales de los soldados aliados han sido ignorados deliberadamente por los historiadores hasta ahora porque estaban en desacuerdo con la "Gran Generación" mitológica que rodea la Segunda Guerra Mundial, pero esto ha empezado a cambiar con libros como The Day of Battle (El día de la batalla) por Rick Atkinson, en el que describe los crímenes de guerra aliados en Italia, y el D-Day: The Battle for Normandy (Día D: La batalla de Normandía), por Anthony Beevor.

### Denuncias por tortura
Si bien en todos los casos de militares del Eje capturados se dieron sesiones de tortura y maltrato en directa violación con los tratados de guerra, algunos casos fueron más notorios que otros, como los siguientes.

#### Reino Unido
La "London Cage" del MI19, una instalación para presos de guerra en el Reino Unido, fue objeto durante, e inmediatamente después de la guerra, de denuncias por tortura.

#### Estados Unidos

##### El casoRheinwiesenlager
Rheinweisenlager fue un campo de concentración para prisioneros de guerra alemanes, quienes subsistían de una manera precaria, muchos de los cuales murieron.

##### Operación Teardrop
Tras el hundimiento del submarino alemán U-546 fueron capturados ocho de los tripulantes sobrevivientes, los que, según testigos, habrían sido torturados por personal militar de EE. UU. A este respecto, el historiador Philip K. Lundeberg ha escrito que las palizas y torturas a los sobrevivientes del U-546 fue una atrocidad singular, motivada por la necesidad de los interrogadores para obtener rápidamente información sobre lo que los EE. UU. creían sobre posibles ataques con misiles a los EE. UU. por los submarinos alemanes.

### Abuso sexual de mujeres y niños

#### Unión Soviética
Uno de los crímenes de guerra más sonados de la Unión Soviética sería la violación en masa de mujeres alemanas durante la ocupación de la Prusia Oriental (Danzig), partes de Pomerania y Silesia durante la Batalla de Berlín y la Batalla de Budapest. Se ha señalado la implicación de la propaganda soviética en estos crímenes, dado que alentaba a los militares a vengarse del enemigo por medio de las mujeres civiles. Ejemplo de esto es el discurso del afamado periodista judío Ilya Ehrenburg, quien escribió:
«¡Maten! ¡Maten! En la raza alemana no hay nada aparte de mal. ¡Acaben con la bestia fascista de una vez para siempre en su guarida! Empleen la fuerza y rompan el orgullo racial de esas mujeres alemanas. Tómenlas como su despojo legal. ¡Maten! Cuando avance el asalto, ¡Maten, ustedes, bravos soldados del ejército Rojo!» (Ilya Ehrenburg).
Según los registros, la edad de las víctimas iba desde los siete años hasta los ochenta y muchas de las víctimas habrían sido violadas como mínimo por una veintena de soldados, ya fuera por turnos o en orgías; algunas víctimas afirman haber sido tomadas hasta por setenta militares en el tiempo que duró la ocupación. A estos informes se suman las mutilaciones genitales que sufrieron muchas mujeres, tales como puñaladas múltiples; otras, sin embargo, habrían muerto durante la violación por desangrado.

Otro hecho similar ocurrido a finales de la guerra, fue la queja por parte de los partisanos comunistas de Yugoslavia que señalaron múltiples violaciones y saqueos cometidos por el ejército soviético mientras este atravesaba el país. Milovan Djilas recordó más tarde la respuesta de Stalin,
"¿No sabe Djilas, él mismo un escritor, lo que es el sufrimiento humano y lo que es el corazón humano? ¿No puede entender que, si un soldado que ha cruzado miles de kilómetros a través de sangre, fuego y muerte, se divierte con una mujer, es solo una minucia?

#### Estados Unidos

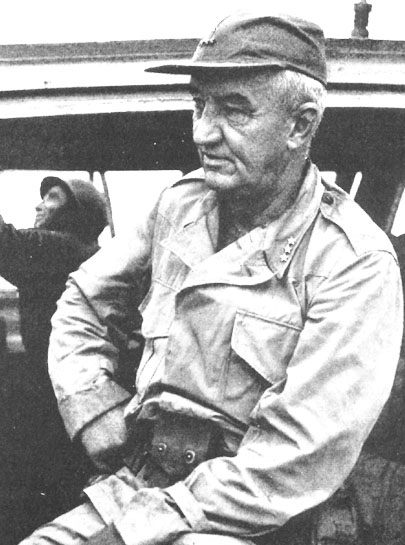
Durante la ocupación de Japón, el general Robert L. Eichelberger dejaba que sus tropas se "relajaran" con las mujeres y niñas japonesas.

En Taken by Force, J. Robert Lilly estima en 11.040 el número de violaciones cometidas por soldados de los Estados Unidos en Alemania. Como en el caso de la ocupación de Francia después de la invasión del Día D, la mayoría de las violaciones por parte de estadounidenses en la Alemania de 1945 eran violaciones en grupo cometidas por militares a punta de pistola.

Los estadounidenses tenían políticas para no fraternizar en territorios enemigos, y la frase «copular sin conversar no es fraternizar» se convirtió en un lema de las tropas estadounidenses. El periodista Osmar White, un corresponsal de guerra australiano que acompañó a las tropas estadounidenses durante la guerra, escribió:
Después de que la lucha pasase en tierras alemanas, hubo muchas violaciones por parte de las tropas de combate y por las que inmediatamente las seguían. La incidencia variaba de unidad a unidad según la actitud del oficial al mando. En algunos casos los delincuentes eran identificados, juzgados por tribunales militares y castigados. La rama legal del ejército era reticente; sin embargo, admitió que algunos soldados habían sido fusilados por ofensas sexuales brutales o pervertidas contra mujeres alemanas, particularmente si los soldados eran negros. No obstante, es un hecho que muchas mujeres fueron violadas por estadounidenses blancos. No se tomaron medidas contra los culpables. En un sector circuló un informe que citaba que un cierto comandante muy distinguido hizo el chiste: «La copulación sin conversación no constituye fraternidad». 

#### Francia
Las tropas francesas tomaron parte en la invasión de Alemania, y una parte de la zona ocupada fue asignada a Francia.
Según Perry Biddiscombe, los franceses cometieron «385 violaciones en el área de Constanza, 600 en Bruchsal y 500 en Freudenstadt». Soldados franceses hicieron una «orgía de violaciones» en el distrito de Höfingen, cerca de Leonberg. Según Norman Naimark, con respecto a las violaciones, las tropas francesas de Marruecos se comportaban igual que las soviéticas, en particular al principio de la ocupación de Baden-Wurtemberg.

## Juicio
En el Proceso de Núremberg, el almirante alemán Karl Dönitz fue juzgado, entre otros delitos, por haber dado órdenes de atacar a civiles aliados, una política conocida como guerra submarina sin restricciones. Dönitz fue declarado culpable, pero no se dictó ninguna condena a causa de las pruebas presentadas ante el Tribunal de que la Marina Real británica y la Armada de los Estados Unidos habían dado órdenes similares.
La Marina de los EE. UU. también aplicó la misma política en las operaciones en el Pacífico. Según Gary E. Weir del Centro Histórico Naval de EE. UU., debido a la forma en que se libraba la guerra en el Atlántico, "cuando el Almirante Thomas C. Hart proclamó la guerra submarina sin restricciones" contra Japón, el 8 de diciembre del año 1941, no fue ninguna sorpresa".

## Asia y la guerra en el Pacífico

### El tratamiento de prisioneros de guerra y de civiles
Los soldados aliados en los teatros de Asia y el Pacífico mataron a soldados japoneses que intentaban rendirse o después de que se hubieran rendido. Un historiador social de la Guerra del Pacífico, John W. Dower, afirma que "en los últimos años de la guerra contra Japón, se había formado un ciclo vicioso de verdad en el que la renuencia de Japón a rendirse se había engranado horriblemente con el desinterés de los aliados en hacer prisioneros." Dower sugiere que a la mayoría del personal japonés se les dijo que serían "asesinados o torturados" si caían en manos de los aliados y, en consecuencia, la mayoría de los que se enfrentaron con la derrota en el campo de batalla, luchó a muerte o se suicidó. Además, se consideraba vergonzoso que un soldado japonés se rindiera, lo que llevaba a muchos al suicidio o a luchar hasta morir, independientemente de las creencias acerca de su posible tratamiento como prisioneros de guerra. De hecho, el Código japonés sobre el servicio en el campo de batalla dice que rendirse no era admisible.   Y si bien no era la "política oficial" para el personal de los Aliados el no tomar prisioneros, llegó a todo el campo de batalla de Asia y era práctica cotidiana."  También hubo informes generalizados en el momento en que los prisioneros japoneses mataron a personal médico y a guardias aliados con armas escondidas después de rendirse, llevando a que muchos soldados aliados pensaran que hacer prisioneros era demasiado arriesgado.

#### China
R. J. Rummel declara que hay poca información sobre el tratamiento general de los prisioneros japoneses tomados por las fuerzas nacionalistas chinas durante la segunda guerra sino-japonesa (1937-45). Sin embargo, los civiles chinos y los reclutas, así como los civiles japoneses, fueron maltratados por los soldados chinos. Rummel afirma que los campesinos chinos "a menudo no tenían menos que temer de sus propios soldados de lo que hicieran los soldados japoneses." Él también escribió que, en algunas tomas de los reclutas nacionalistas, el 90% murió de enfermedad, hambre o violencia, incluso antes de que se hubiesen iniciado en la formación. En "The Birth of Communist China" (El nacimiento de la China comunista), C.P. Fitzgerald describe a China bajo el dominio del Partido Nacionalista de China de esta manera: "El pueblo chino se quejó del marco de un régimen fascista de calidad en todo excepto en la eficiencia.”
Algunos ejemplos de crímenes de guerra cometidos por las fuerzas armadas de China:
- En 1937, cerca de Shanghái, el asesinato, tortura y asalto de los prisioneros de guerra japoneses y civiles chinos acusados de colaboración, se registraron en fotografías tomadas por el hombre de negocios suizo Tom Simmen.[51] (En el año 1996, El hijo de Simmen dio a conocer las imágenes, que muestran a soldados nacionalistas chinos involucrados en las ejecuciones arbitrarias por decapitación y tiro, así como de torturas públicas).
- El Tungchow Mutiny de agosto del año 1937, soldados chinos reclutados por Japón se amotinaron y se cambiaron de bando en el distrito de Tongzhou, Beijing, antes de atacar a civiles japoneses matando a 280.[47]
- Tropas nacionalistas en la provincia de Hubei, en mayo del año 1943, ordenaron evacuar pueblos enteros y luego los "saquearon", los civiles que se negaban, o eran incapaces de salir, fueron asesinados.[48]

#### Australia
De acuerdo con Mark Johnston, "el asesinato de los japoneses desarmados fue algo común" y el mando de Australia trató de ejercer presión sobre las tropas para tomar realmente los presos, pero las tropas se mostraron reacias. Cuando los prisioneros eran trasladados, de hecho "en muchas ocasiones era difícil de evitar la muerte de japoneses capturados antes de que pudieran ser interrogados". De acuerdo con Charles Lindbergh, los australianos solían tirar a los reclusos desde las aeronaves, afirmando entonces que se habían suicidado". Según Johnston, como consecuencia de este tipo de comportamiento; "Algunos soldados japoneses desistían, casi seguro, de entregarse a los australianos". El General de División Paul Cullen indicó que el asesinato de prisioneros japoneses en la Campaña del Camino de Kokoda no era raro. En una ocasión, recordó que durante la batalla en Gorari  "el pelotón principal capturó a cinco o siete japoneses y pasaron a la siguiente batalla. El pelotón siguiente vino al lado portando las bayonetas de estos japoneses." También dijo que encontró los asesinatos comprensibles, pero que había dejado de sentirse culpable.

#### Estados Unidos
Los soldados estadounidenses en el Pacífico, a menudo deliberadamente asesinaban a soldados japoneses que se habían rendido. Según Richard Aldrich: a veces masacraban a los prisioneros de guerra. Dower señala que en "muchos casos ... los japoneses que se convirtieron en prisioneros murieron en el acto o en camino hacia los recintos penitenciarios." Según Aldrich era una práctica común entre las tropas estadounidenses no tomar prisioneros. Este análisis es apoyado por el historiador británico Niall Ferguson, que también dice que, en el año 1943, señaló un informe secreto de la inteligencia de EE. UU. con la promesa de helado y tres días de permiso para ... inducir a las tropas estadounidenses a no matar a los japoneses que se hubiesen rendido."
Ferguson declara que tales prácticas desempeñaban un papel en la proporción de prisioneros japoneses muertos a finales del año 1944. Ese mismo año, los esfuerzos fueron tomados por los comandantes aliados para suprimir las actitudes de "no tomar prisioneros",  entre su propio personal (ya que estaban afectando a la recolección de información) ya que los pelotones estadounidenses sabían que, en el pasado, muchos de los soldados japoneses que se rendían, por lo general portaban una bomba o una granada guardada en su ropa o en sus manos, se acercaban a los soldados americanos y detonaban los explosivos causando así bajas.
El japonologista estadounidense Ulrich Straus sugiere que las tropas de primera línea odiaban intensamente al personal militar japonés y "no eran fáciles de persuadir" para tomar o proteger a los prisioneros, ya que creían que los soldados Aliados que se rindieron, eran asesinados sin piedad por parte de los japoneses. Los soldados aliados creían que los soldados japoneses estaban dispuestos a fingir que se entregaban, con el fin de realizar ataques por sorpresa.  Por lo tanto, de acuerdo con Straus, los oficiales superiores se opusieron a la toma de prisioneros aduciendo que se exponían innecesariamente las tropas estadounidenses a riesgos..." Cuando los prisioneros fueron llevados, sin embargo, muchas veces éstos fueron fusilados durante el transporte porque "eran demasiado molestos para llevarlos ellos".
Ferguson indica que "no era solo el miedo a una acción disciplinaria o de la deshonra que impedía que los soldados alemanes y japoneses rendirse. Lo más importante para la mayoría de los soldados era la percepción de que los prisioneros serían asesinados por el enemigo de todos modos, y así también podríamos luchar."
El historiador estadounidense James J. Weingartner atribuye el escaso número de japoneses en Estados Unidos compuestos de prisioneros de guerra a dos factores importantes, la reticencia japoneses a rendirse y una amplia convicción americana de que los japoneses eran "animales" o "infrahumanos" e indignos del normal trato otorgado a los prisioneros de guerra. La razón de esto último cuenta con el apoyo de Ferguson, que dice que "las tropas aliadas a menudo veían a los japoneses de la misma manera que los alemanes consideraban a los rusos - como Untermensch."

#### Sureste Asiático
Se han constatado hechos similares en el personal de la Mancomunidad de Naciones en el teatro de operaciones de la Segunda Guerra Mundial en el sudeste asiático. Por ejemplo, los historiadores Christopher Bayly and Tim Harper afirmaron que, durante la Campaña de Asia del año 1944,"... el 40º ejército del Reino Unido "...Fourteenth Army (United Kingdom) asesinó, metódicamente y sin piedad a todos los japoneses, [porque estaban] enfurecidos por los casos de atrocidades contra sus propios heridos ...  El Teniente General William Slim escribió lacónicamente: "no se dio ni se pidió cuartel."

### Campos de concentración aliados

#### Estados Unidos

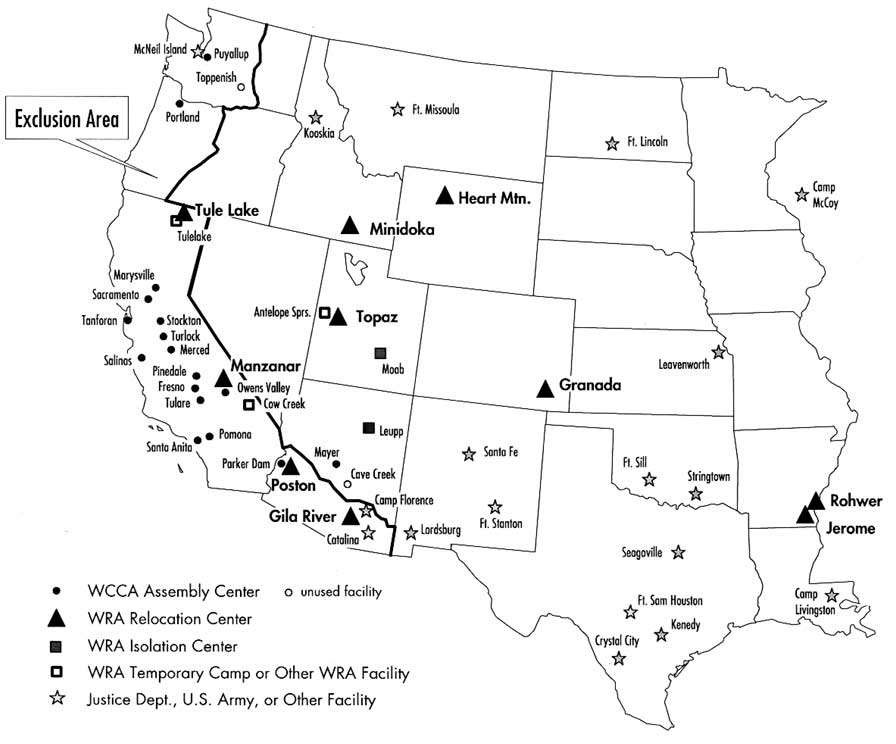
Mapa de los Estados Unidos donde se muestra la ubicación de los diez campos de concentración para japoneses.

Entre 1942 y 1948 se destinaron recursos para la construcción de campos de concentración para Japoneses en los Estados Unidos los cuales habrían alojado a poco más de 120 000 personas, en su mayor parte de etnia japonesa, pero también italiana, alemana y austriaca, más de la mitad de las cuales eran ciudadanos estadounidenses en pleno derecho civil y japoneses provenientes de Latinoamérica que fueron deportados bajo presión del gobierno estadounidense, en establecimientos diseñados a ese efecto en el interior del país.

El objetivo fue trasladarlos desde su residencia habitual, mayoritariamente en la costa oeste, a instalaciones construidas bajo medidas extremas de seguridad por considerarlos amenaza pública, aunque según historiadores, el reciente ataque al puerto militar de Pearl Harbor habría influido negativamente en el ánimo público estadounidense. Ejemplo de esto serían las continuas declaraciones de los diarios, tales como el Los Angeles Times:
Una víbora es una víbora, sin importar donde se abra el huevo. De la misma manera, un japonés-estadounidense, nacido de padres japoneses, se convierte en un japonés, no en un estadounidense. (Los Angeles Times)
Los campos estaban cerrados con alambradas de espino, vigilados por guardias armados y ubicados en parajes alejados de cualquier centro poblacional. Los intentos de abandono del campo en ocasiones resultaron en la ejecución de los reclusos.

#### Sudamérica
De acuerdo a los registros Estados Unidos llegó a concertar acuerdos con casi todos los países de Latinoamérica (salvo con Argentina, Paraguay y Chile), para que estos aplicaran sus propios programas de internamiento o enviaran a sus ciudadanos de origen japonés a los campos de Estados Unidos y Panamá; si bien algunas de estas personas tan solo eran descendientes de japoneses y nunca habían estado en Japón. Los acuerdos afectaron a 2264 personas del Perú (1800) que representaban el 10% de su población japonesa en territorio peruano. También en menor número fueron enviados japoneses de países como Bolivia, Colombia, Costa Rica, la República Dominicana, Ecuador, El Salvador, Guatemala, Haití, Honduras, México, Puerto Rico, Nicaragua, Panamá y Venezuela. Fueron trasladados inicialmente a los campos de concentración de EE. UU. y Panamá, y de allí unos 860 fueron enviados a Japón como parte de un intercambio. Al finalizar la guerra, 900 fueron deportados al Japón, 360 fueron objeto de órdenes condicionales de deportación, 300 permanecieron en los Estados Unidos y 200 regresaron a países de América Latina. Solo unos 79 del total de 1800 ciudadanos, recibieron autorización para regresar al Perú. 
Sin embargo pese a las presiones de Estados Unidos, el gobierno paraguayo del General Morinigo no habría decidido no tomar medida contra sus ciudadanos de origen japonés en su territorio; aun cuando varios japoneses residentes en Paraguay o sus descendientes partieron a unirse al ejército Imperial Japonés.
A la par que se confinaban ciudadanos de origen japonés en Latinoamérica, muchos de estos países tomaron medidas similares con ciudadanos de origen Alemán e Italiano confiscando sus bienes materiales y subastándolos a beneficio del estado. Según los registros solo Argentina, Uruguay y Chile se habrían negado al procedimiento por considerarlo improcedente. 
SI bien años después del término de la guerra los civiles fueron liberados muchos jamás recuperarían las propiedades incautadas y según historiadores el ambiente hacia estos ex-prisioneros era en ocasiones de rechazo, lo que consecuentemente ocasionó el aislamiento de los mismos así como los comunes síntomas de depresión y en algunos casos suicidio.

### Mutilación de japoneses muertos en la guerra

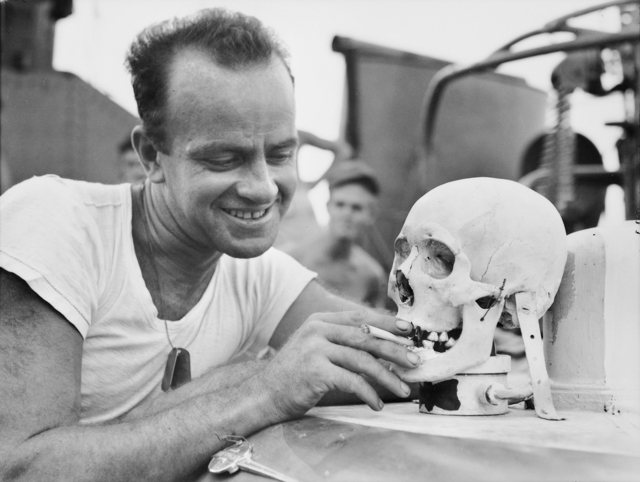
Marine estadounidense con un cráneo cercenado de un soldado japonés.

Algunos japoneses muertos fueron profanados y / o mutilados, por ejemplo, orinando sobre ellos, disparando sobre sus cadáveres, o tomando parte de los cuerpos  (como las orejas o incluso cráneos) como recuerdos o trofeos.
La práctica aliada de recogida de piezas de los cuerpos japoneses se produjo en "una escala lo suficientemente grande para referirse a las autoridades militares aliadas durante el conflicto y fue ampliamente reconocido y comentado en la prensa en tiempos de guerra por estadounidenses y japoneses."
La colección de partes de cuerpo japoneses comenzaron muy temprano en la guerra, lo que provocó en el año 1942, a finales del mes de septiembre acciones disciplinarias contra esa forma de obtención de recuerdos. Harrison llega a la conclusión de que, la primera oportunidad real de tener estos artículos fue durante la (Campaña de Guadalcanal), "evidentemente la colección de partes del cuerpo se realizó en una escala lo suficientemente grande para referirse a las autoridades militares y había comenzado tan pronto como el sustento de cadáveres japoneses se encontraron. "
Cuando los restos japoneses fueron repatriados de las Islas Marianas después de la guerra, aproximadamente al 60 por ciento les faltaba los cráneos.
En un memorando del 13 de junio del año 1944, el Ejército de los EE. UU. Juez Abogado General (JAG) afirmó que "estas políticas son atroces y brutales", además de ser repugnantes, fueron violaciones de las leyes de la guerra, y recomendó que la distribución a todos los comandantes de una directiva, señalando que "el maltrato de guerra del enemigo muerto era una flagrante violación de la Convención de Ginebra de 1929 sobre los enfermos y heridos, que establece que: Después de cada compromiso,  los beligerantes que mantiene en su poder el campo de batalla tomarán medidas para buscar heridos y muertos para protegerlos de robos y malos tratos".
Estas prácticas se suman también a la violación de las reglas no escritas habituales de la guerra terrestre y podría conducir a la pena de muerte. La JAG de la Marina de los EE. UU. reflejó la opinión una semana más tarde, y añadió que "la conducta atroz de que algunos miembros del personal que eran culpables podría dar lugar a represalias por parte de los japoneses, que estaría justificada en virtud del derecho internacional".

### Abusos sexuales a mujeres y niños
Según los registros soldados estadounidenses habrían violado a las mujeres de Okinawa durante la Batalla de Okinawa en el año 1945. Hubo 4.336 violaciones denunciadas durante los primeros 10 días de la ocupación en la Prefectura de Kanagawa. El historiador Oshiro Masayasu (exdirector del Archivo Histórico de la Prefectura de Okinawa) escribió sobre la base de varios años de investigaciones: 
 Poco después de que los marines de EE.UU. aterrizaron, todas las mujeres de una aldea en la península de Motobu cayó en manos de los soldados estadounidenses. En ese momento, solo había mujeres, niños y ancianos en el pueblo, ya todos los jóvenes habían sido movilizados para la guerra. Poco después de aterrizar, los infantes de marina "limpiaron" toda la aldea, pero no encontraron señales de fuerzas japonesas. Aprovechando la situación, empezaron  "la caza de mujeres" a plena luz del día y las que estaban escondidas en el pueblo o refugios cerca del aire fueron sacados una tras otra.
Según historiadores americanos los civiles japoneses "se sorprendían con frecuencia con el tratamiento comparativamente humano que recibieron del enemigo estadounidense". Y de acuerdo a Islands of Discontent: Okinawan Responses to Japanese and American Power (El descontento de las Islas: La respuesta de Okinawa a las potencias japonesas y estadounidenses) de Mark Selden, los estadounidenses "no perseguían una política de la tortura, la violación y asesinato de civiles como los militares japoneses habían advertido."

## Índices de mortalidad comparados de Prisioneros de Guerra no civiles
Según James D. Morrow, profesor de ciencias políticas en la Universidad de Míchigan, "Los índices de mortalidad de los prisioneros de guerra es una forma de medir la adherencia a los estándares sobre el trato de prisioneros, ya que el tratamiento que no cumple con las condiciones mínimas aceptables lleva a la muerte de los prisioneros". Los estados democráticos, "por lo general, dan buen trato a los prisioneros de guerra."

### Índices de mortalidad de prisioneros de guerra capturados por las potencias del Eje
Según los registros aliados habrían sido:
- Prisioneros chinos capturados por Japón: > 99% (solo 56 sobrevivientes al final de la guerra)[76]
- Prisioneros estadounidenses y de la mancomunidad británica capturados por Alemania: ~4%[75]
- Prisioneros soviéticos capturados por Alemania: 57.5%[77]
- Prisioneros Aliados occidentales capturados por Japón: 27%[78]

### Índices de mortalidad de prisioneros de guerra capturados por los Aliados
Según los registros aliados habrían sido:
- Prisioneros de guerra en el Este de Europa (no incluidos los que estaban en manos de la Unión Soviética) 32.9%[77]
- Soldados alemanes en manos de la Unión Soviética: 15-33% (14.7% en The Dictators (Los Dictadores) por Richard Overy, 35.8% según Ferguson[77])
- Prisioneros de guerra japoneses en manos de la Unión Soviética: 10%
- Prisioneros de guerra alemanes en manos de los británicos 0.03%[77]
- Prisioneros de guerra alemanes en manos estadounidenses 0.15%[77]
- Prisioneros de guerra alemanes en manos de los franceses 2.58%[77]
- Prisioneros de guerra japoneses en manos de los Estados Unidos: De acuerdo con James D. Morrow[79] serían relativamente bajas, sobre todo por los suicidios according to Ulrich Straus high as many prisoners were shot by front line troops.[59]
- Prisioneros de guerra japoneses en manos de China. 24%

Las afirmaciones oficiales de que la tasa de muerte de los prisioneros de guerra alemanes en manos estadounidenses y británicas, eran menos del 1% se han disputado. A modo de comparación, Gran Bretaña y Estados Unidos después de la guerra civil las tasas de mortalidad eran considerablemente más altos. Tropas anglo estadounidenses concentrados en los campos de prisioneros alemanes sufrieron una tasa de mortalidad muy baja, del 4%, lo que fue elogiado por el Comité Internacional de la Cruz Roja, que lo acredita por el tratamiento de prisioneros aliados por el ejército alemán. El novelista James Bacque afirma que los análisis de los registros es compatible con la tasa de prisioneros de guerra alemanes fallecidos de más del 25%, aunque sus cifras ha sido cuestionadas por académicos, que describen las cifras de Bacque como "simplemente imposibles" o "peor de lo peor".

### Tabla sumatoria
|                 |                              | Origen | Origen               | Origen         | Origen | Origen       | Origen   |
| --------------- | ---------------------------- | ------ | -------------------- | -------------- | ------ | ------------ | -------- |
| Unión Soviética | Estados Unidos & Reino Unido | China  | Aliados occidentales | Alemania nazi  | Japón  |              |          |
| En poder de     | Unión Soviética              | –      | –                    | –              | –      | 14.70–35.80% | 10.00%   |
| En poder de     | Reino Unido                  | –      | –                    | –              | –      | 0.03%        |          |
| En poder de     | Estados Unidos               | –      | –                    | –              | –      | 0.15%        | variable |
| En poder de     | Francia                      | –      | –                    | –              | –      | 2.58%        |          |
| En poder de     | Europa Oriental              | –      | –                    | –              | –      | 32.90%       |          |
| En poder de     | Alemania nazi                | 57.50% | 4.00%                |                |        | –            | –        |
| En poder de     | Japón                        |        |                      | no documentado | 27.00% | –            | –        |

## Para leer más
Books
- Dower, J.W. War without Mercy: Race and Power in the Pacific War, (London and Boston, 1986). (en inglés).
- Lily, J. Robert, (not yet published). TAKEN BY FORCE; Rape and American Soldiers in the European Theater of Operations, WW2 Archivado el 3 de junio de 2009 en Wayback Machine., Palgrave Macmillan Junio de 2007 ISBN 0-230-50647-X. (en inglés).
- Ferguson, Niall. Prisoner Taking and Prisoner Killing in the Age of Total War: Towards a Political Economy of Military Defeat Archivado el 22 de marzo de 2007 en Wayback Machine., War in History, Vol. 11, N.º 2, 148-192 (2004). (en inglés).
- Veale F.J.P. Advance to Barbarism, Appleton Wisconsin: C.C. Nelson Publishing Co., 1953. (en inglés).

Artículos
- Cobain, Ian. Revealed: UK wartime torture camp, The Guardian. 12 de noviembre de 2005. (en inglés).
- Drayton, Richard. "An ethical blank cheque" British and U.S. mythology about the second world war ignores our own crimes and legitimises Anglo-American war making, The Guardian. 10 de mayo de 2005 (en inglés).
- Várdy, Steven Béla and Tooly, T. Hunt: Ethnic Cleansing in Twentieth-Century Europe Available as MS Word for Windows file (3.4 MB) Section: by Richard Dominic Wiggers, The United States and the Refusal to Feed German Civilians after World War II pp. 274 - 288. (en inglés).

- Datos: Q1787901